# Handball aux Jeux méditerranéens de 1993
Navigation
Athènes 1991 Bari 1997
Les compétitions de handball aux Jeux méditerranéens de 1993 se sont déroulées du 20 au 27 juin 1993 en Languedoc-Roussillon en France.
La compétition comporte un tournoi masculin avec dix équipes et un tournoi féminin avec six équipes. Dans les deux tournois, la Croatie s'impose et devance la France. Le podium est complété par la Slovénie chez les hommes  et par l'Espagne chez les femmes.

## Modalités
La compétition de handball est composée d'un tournoi masculin et d'un tournoi féminin. Le tirage au sort a été effectué le lundi 17 mai 1993 à Montpellier.
Dans le tournoi masculin, les dix équipes engagées sont réparties dans deux poules de cinq équipes et les deux premiers de chaque poule sont qualifiés pour les demi-finale croisées. Les matchs ont lieu à Nîmes dans Le Parnasse, inauguré à cette occasion. L'Algérie, qui devait évoluer dans la poule B, ne participe finalement pas à la compétition et est remplacé dans cette poule par la Tunisie.
Dans le tournoi féminin, les six équipes engagées sont réparties dans une poule unique disputée sous la forme d'un mini-championnat. Les matchs ont lieu à Beaucaire dans le gymnase Angelo Parisi.

## Tournoi masculin

### Tour préliminaire
Les résultats du tour préliminaire sont :

#### Groupe A
|   | Équipe             | Pts | J | G | N | P | Bp  | Bc  | Diff |
| - | ------------------ | --- | - | - | - | - | --- | --- | ---- |
| 1 | France             | 7   | 4 | 3 | 1 | 0 | 99  | 86  | 13   |
| 2 | Égypte             | 7   | 4 | 3 | 1 | 0 | 112 | 96  | 16   |
| 3 | Espagne espoir     | 3   | 4 | 1 | 1 | 2 | 91  | 93  | -2   |
| 4 | Bosnie-Herzégovine | 2   | 4 | 1 | 0 | 3 | 88  | 104 | -16  |
| 5 | Turquie            | 1   | 4 | 0 | 1 | 3 | 92  | 103 | -11  |

Dimanche 20 juin 1993
- France b. Espagne espoir : 23-21 (9-8).
  - France : Munier (7), Stoecklin (6), Lathoud (4), Houlet (3), Monthurel (2), Kervadec (1).
- Égypte b. Turquie : 33-25 (17-13)

Lundi 21 juin 1993
- Égypte b. Bosnie-Herzégovine : 27-24 (12-10)
- France b. Turquie : 23-22 (11-10).
  - France : Munier (7), Schaaf (6), Lathoud (6), Julia (2), Houlet (1), Cordinier (1).

Mardi 22 juin 1993
- Égypte b. Espagne espoir : 29-24 (12-10)
- Bosnie-Herzégovine b. Turquie : 25-23 (13-11).

Mercredi 23 juin 1993
- Espagne espoir b. Bosnie-Herzégovine : 24-19 (15-6).
- France et Égypte : 23-23 (11-12).
  - France : Lathoud (3), Julia (3), Lepetit (4), Monthurel (3), Rios (1), Kervadec (2), Munier (2), Stoecklin (5).

Jeudi 24 juin 1993
- Espagne espoir et Turquie : 22-22 (12-12)
- France b. Bosnie-Herzégovine : 30-20 (13-9).
  - France : Stoecklin (8, dont 3 pen.), Cordinier (4), Lathoud (5), Lepetit (3), Houlet (3), Kervadec (2), Monthurel (2), Schaaf (2), Wiltberger (1).

#### Groupe B
|   | Équipe   | Pts | J | G | N | P | Bp  | Bc  | Diff |
| - | -------- | --- | - | - | - | - | --- | --- | ---- |
| 1 | Croatie  | 8   | 4 | 4 | 0 | 0 | 109 | 74  | 35   |
| 2 | Slovénie | 6   | 4 | 3 | 0 | 1 | 101 | 88  | 13   |
| 3 | Tunisie  | 3   | 4 | 1 | 1 | 2 | 79  | 102 | -23  |
| 4 | Italie   | 2   | 4 | 1 | 0 | 3 | 69  | 83  | -14  |
| 5 | Grèce    | 1   | 4 | 0 | 1 | 3 | 88  | 99  | -11  |

Dimanche 20 juin 1993
- Slovénie b. Grèce : 29-24 (14-10).
- Croatie b. Tunisie : 34-16 (14-8).

Lundi 21 juin 1993
- Tunisie b. Italie : 19-17 (11-6)
- Croatie b. Slovénie : 24-18 (9-10).

Mardi 22 juin 1993
- Italie b. Grèce : 21-19 (9-7)
- Slovénie b. Tunisie : 31-24 (12-9)

Mercredi 23 juin 1993
- Slovénie b. Italie : 23-16 (10-4)
- Croatie b. Grèce : 29-25 (17-11).

Jeudi 24 juin 1993
- Croatie b. Italie : 22-15 (9-5)
- Grèce et Tunisie : 20-20 (11-11).

### Phase finale
Les résultats de la phase finale sont :
|  | Demi-finales          | Demi-finales        |                        |    | Finale                | Finale                |
|  | Demi-finales          | Demi-finales        |                        |    | Finale                | Finale                |
|  |                       |                     |                        |    |                       |                       |
|  | samedi 26 juin 1993   | samedi 26 juin 1993 |                        |    | dimanche 27 juin 1993 | dimanche 27 juin 1993 |
|  | samedi 26 juin 1993   | samedi 26 juin 1993 |                        |    | dimanche 27 juin 1993 | dimanche 27 juin 1993 |
|  | Croatie               | 25                  |                        |    | dimanche 27 juin 1993 | dimanche 27 juin 1993 |
|  | Croatie               | 25                  |                        |    | dimanche 27 juin 1993 | dimanche 27 juin 1993 |
|  | Égypte                | 24                  |                        |    | dimanche 27 juin 1993 | dimanche 27 juin 1993 |
|  | Égypte                | 24                  | Croatie                | 26 |                       |                       |
|  | samedi 26 juin 1993   |                     | Croatie                | 26 |                       |                       |
|  |                       | France              | 19                     |    |                       |                       |
|  | France                | France              | 19                     | 30 |                       |                       |
|  | France                |                     |                        | 30 |                       |                       |
|  | Slovénie              | 27                  |                        |    |                       |                       |
|  | Slovénie              | 27                  | Match pour la 3e place |    |                       |                       |
|  |                       |                     |                        |    |                       |                       |
|  | dimanche 27 juin 1993 |                     |                        |    |                       |                       |
|  |                       |                     |                        |    |                       |                       |
|  | Slovénie              | 24                  |                        |    |                       |                       |
|  | Slovénie              | 24                  |                        |    |                       |                       |
|  | Égypte                | 23                  |                        |    |                       |                       |
|  | Égypte                | 23                  |                        |    |                       |                       |

#### Demi-finales
Elles ont été disputées le samedi 26 juin 1993 :
- Croatie b. Égypte : 25-24 (12-10).
- France b. Slovénie : 30-27 (15-12).
  - France : Houlet (10), Lathoud (7), Stoecklin (4, dont 2 pen.), Munier (2), Cordinier (2), Kervadec (1), Monthurel (1), Lepetit (1), Julia (1), Schaaf (1).
  - Slovénie : Pungartnik (8), Banfro (6), Jeršič (5), Leve (4), Šerbec (3), Likavec (1).

#### Matchs de classement
Ils ont été disputés le samedi 26 juin 1993 :
Match pour la 5e place
- Tunisie b. Espagne espoir : 23-22 (13-9)

Match pour la 7e place
- Italie b. Bosnie-Herzégovine : 21-19 (13-10).

#### Finales
Elles ont été disputées le dimanche 27 juin 1993 :
Match pour la 3e place
| dimanche 27 juin 1993 12h00 | Slovénie        | 24-23   | Égypte    | Le Parnasse, Nîmes |
| dimanche 27 juin 1993 12h00 | Tettey Banfro 7 | (11-12) | Mahrouk 6 | Le Parnasse, Nîmes |
| dimanche 27 juin 1993 12h00 | Rapport         |         |           | Le Parnasse, Nîmes |

Finale
| dimanche 27 juin 1993 14h00 | Croatie        | 26-19  | France                | Le Parnasse, Nîmes |
| dimanche 27 juin 1993 14h00 | Patrik Ćavar 9 | (13-9) | Stéphane Stoecklin 10 | Le Parnasse, Nîmes |
| dimanche 27 juin 1993 14h00 | Rapport        |        |                       | Le Parnasse, Nîmes |

- Croatie : Patrik Ćavar (9, dont 2 pen.), Iztok Puc (3), Nenad Kljaić (3), Bruno Gudelj (3), Ratko Tomljanović (2), Irfan Smajlagić (2), Zlatko Saračević (2), Goran Perkovac (1), Ivica Obrvan (1).
- France : Stéphane Stoecklin (10, dont 3 pen.), Denis Lathoud (3), Philippe Julia (2), Patrick Lepetit (2), Gaël Monthurel (1), Guéric Kervadec (1).

### Classement final
| Rang                                    | Équipe             |
| --------------------------------------- | ------------------ |
| Médaille d'or, Jeux méditerranéens      | Croatie            |
| Médaille d'argent, Jeux méditerranéens  | France             |
| Médaille de bronze, Jeux méditerranéens | Slovénie           |
| 4                                       | Égypte             |
| 5                                       | Tunisie            |
| 6                                       | Espagne espoir.    |
| 7                                       | Italie             |
| 8                                       | Bosnie-Herzégovine |
| 9                                       | Grèce              |
| 9                                       | Turquie            |

### Effectifs des équipes sur le podium
La composition des équipes sur le podium est :

#### Équipe de Croatie, médaille d'or
- Patrik Ćavar
- Bruno Gudelj
- Nenad Kljaić
- Alvaro Načinović
- Ivica Obrvan
- Tonči Peribonio (en)
- Goran Perkovac
- Iztok Puc
- Zlatko Saračević
- Irfan Smajlagić
- Ratko Tomljanović (hr).

Sélectionneur
- Zdravko Zovko.

#### Équipe de France, médaille d'argent
L'équipe de France était composée de :
- Stéphane Cordinier (US Créteil)
- Christian Gaudin (GB, USAM Nîmes 30)
- François-Xavier Houlet (CSM Livry-Gargan)
- Philippe Julia (HB Vénissieux Rhône-Alpes)
- Guéric Kervadec (HB Vénissieux Rhône-Alpes)
- Denis Lathoud (USAM Nîmes 30)
- Patrick Lepetit (HB Vénissieux Rhône-Alpes)
- Bruno Martini (GB, OM Vitrolles)
- Gaël Monthurel (HB Vénissieux Rhône-Alpes)
- Laurent Munier (HB Vénissieux Rhône-Alpes)
- Bruno Rios (Bordeaux Hauts-de-Garonne)
- Philippe Schaaf (HB Vénissieux Rhône-Alpes)
- Stéphane Stoecklin (USAM Nîmes 30)
- Marc Wiltberger (Bordeaux Hauts-de-Garonne).

Sélectionneur :
- Daniel Costantini.

À noter que Daniel Costantini avait décidé de laisser au repos cinq internationaux de l'OM Vitrolles, vainqueurs de la Coupe d'Europe des vainqueurs de coupe moins d'un mois plus tôt : Philippe Gardent, Thierry Perreux, Éric Quintin, Jackson Richardson et Frédéric Volle.

#### Équipe de Slovénie, médaille de bronze
- Tettey Banfro (en)
- Jani Čop
- Boris Denič (sl)
- Tomaž Jeršič
- Tomaž Kleč
- Aleš Levc
- Janez Likavec
- Borut Plaskan (sl)
- Roman Pungartnik (en)
- Rolando Pušnik (en)
- Uroš Šerbec (sl)
- Tomaž Tomšič.

Sélectionneur :
- Tone Tiselj.

## Tournoi féminin
Les résultats sont :

### Résultats
Samedi 19 juin 1993
- Croatie b. Italie : 25-15 (12-7)
- Espagne b. Algérie : 20-12 (10-5)
- France b. Slovénie : 26-16 (13-8)
  - France : Pibarot (5), Servier (5), Maio (4), Krumbholz (3), Sauval (3), Hugard (2), Remiatte (2), Moreau (1), Labarthette (1).

Dimanche 20 juin 1993
- Slovénie et Croatie : 16-16 (7-10)
- Espagne b. Italie : 18-17 (9-9)
- France b. Algérie 23-19 (11-11)
  - France : Pibarot (7), Krumbholz (3), Sauval (3), Pecqueux (3), Remiatte (3), Servier (2), Hugard (1), Labarthette (l).

Lundi 21 juin 1993
- Italie b. Algérie : 20-18 (10-4)
- Espagne b. Slovénie : 20-15 (10-3)
- Croatie b. France : 21-12 (11-6)
  - Croatie : Garnusova (8), Klikovac (5), Petika (3), Milic (2), Ciganovic (2), Pavlacic (1).
  - France : Pibarot (4), Servier (3), Sauval (2), Remiatte (2), Maio (1).

Mercredi 23 juin 1993
- Slovénie b. Algérie : 28-17 (17-5)
- Croatie b. Espagne : 19-12 (11-6)[8].
- France b. Italie : 25-15 (12-11)
  - France : Pibarot (8), Sauval (6), Servier (4), Labarthette (3), Moreau (2), Hugard (2).

Jeudi 24 juin 1993
- Slovénie b. Italie : 30-21 (17-9)
- Croatie b. Algérie : 23-21 (15-10)
- France b. Espagne : 17-16 (7-7)[9].
  - France : Anne Loaëc, Nadine Kobi - Corinne Krumbholz (3, ), Florence Sauval (1, ), Sophie Hugard (2), Sophie Remiatte (1, ), Mézuela Servier (4), Isabelle Alexandre (1), Stéphanie Moreau (2), Françoise Labarthette (1, ) Chantal Maïo, Catherine Pibarot (2, ).
  - Espagne : Montserrat Marin (en), Iasone Diéz - Amaia Ugartemendia (1, ), Paloma Arranz (5, ), Rosa Delia Cruz, Izaskun Múgica, Isabel Domínguez, Blanca Martín-Calero, Cristina Gómez (6, ), Begoña Sánchez (1), Raquel Vizcaíno (2), Reyes Baello (1, ).

### Classement final
|                                         | Équipe   | Pts | J | G | N | P | Bp  | Bc  | Diff |
| --------------------------------------- | -------- | --- | - | - | - | - | --- | --- | ---- |
| Médaille d'or, Jeux méditerranéens      | Croatie  | 9   | 5 | 4 | 1 | 0 | 104 | 76  | 28   |
| Médaille d'argent, Jeux méditerranéens  | France   | 8   | 5 | 4 | 0 | 1 | 103 | 87  | 16   |
| Médaille de bronze, Jeux méditerranéens | Espagne  | 6   | 5 | 3 | 0 | 2 | 86  | 80  | 6    |
| 4                                       | Slovénie | 5   | 5 | 2 | 1 | 2 | 105 | 100 | 5    |
| 5                                       | Italie   | 2   | 5 | 1 | 0 | 4 | 88  | 116 | -28  |
| 6                                       | Algérie  | 0   | 5 | 0 | 0 | 5 | 87  | 114 | -27  |

### Effectifs des équipes sur le podium

#### Équipe de Croatie, médaille d'or
L'équipe de France était composée de, :
- 02 - Klaudija Klikovac (Bubalo)
- 05 - Irena Sladoljev
- 06 - Renata Pavlacić
- 07 - Ines Dogan
- 09 - Diana Jelaska
- 10 - Koraljka Milić
- 12 - Ljerka Krajnović (GB)
- 13 - Rada Ciganović
- 14 - Snježana Petika
- 15 - Daniela Petković
- 16 - Adriana Prosenjak (GB)
- 18 - Viktorija Garnusova
- ?? - Eržika Bakai
- ?? - Indira Botica
- ?? - Danijela Tuda.

#### Équipe de France, médaille d'argent
L'équipe de France était composée de,, :
- 01 - Anne Loaëc (GB, ASU Lyon-Vaulx-en-Velin)
- 02 - Catherine Pibarot (ASU Lyon-Vaulx-en-Velin)
- 04 - Corinne Krumbholz (ASPTT HB Metz-Marly)
- 05 - Florence Sauval (ASPTT HB Metz-Marly)
- 07 - Sophie Hugard (ASPTT HB Metz-Marly)
- 09 - Sophie Remiatte (ASPTT HB Metz-Marly)
- 10 - Mézuela Servier (USM Gagny 93)
- 11 - Nadine Kobi (GB, ASPTT Strasbourg)
- 13 - Isabelle Alexandre (USM Gagny 93)
- 14 - Stéphanie Moreau (ASPTT HB Metz-Marly)
- 15 - Françoise Labarthette (SA Mérignac)
- 17 - Chantal Maïo (AL Bouillargues)
- ?? - Véronique Pecqueux (CSL Dijon)
- ?? - Nathalie Poulet (USM Gagny 93)
- ?? - Delphine Cendré (CSL Dijon)
- ?? - Marie-Annick Dézert (GB, Stade français Issy).

Staff :
- Carole Martin, entraîneuse
- Olivier Krumbholz, entraîneur-adjoint.

#### Équipe d'Espagne médaille de bronze
L'équipe d'Espagne était composée de, :
- 01 - Montserrat Marin (en)
- 02 - Amaia Ugartemendia (en)
- 03 - Paloma Arranz (en)
- 04 - Rosa Delia Cruz Sánchez
- 05 - Izaskun Múgica Zozaya
- 06 - Isabel Domínguez Lino
- 07 - Blanca Martín-Calero (en)
- 08 - Cristina Gómez Arquer (en)
- 09 - Begoña Sánchez (en)
- 10 - Raquel Vizcaíno (en)
- 11 - Reyes Baello Vidal
- 16 - Iasone Diéz De Gereño
- ?? - Pilar Cabrera Gil
- ?? - Cristina Martínez Lominchar
- ?? - Lidia Montes García
- ?? - Maria Eugenia Sánchez (en).

Staff :
- Juan Francisco Oliver
- Carlos Colmenero